# Radoinja
Radoinja (cyr. Радоиња) – wieś w Serbii, w okręgu zlatiborskim, w gminie Nova Varoš. W 2011 roku liczyła 572 mieszkańców.